# Sägezahnprofil

Schematische Darstellung des Sägezahnprofils

Das Sägezahnprofil ist eine Form der Querneigung von Straßen mit zwei getrennten Richtungsfahrbahnen, wie etwa Autobahnen und Schnellstraßen. Es besteht aus zwei parallel zueinander angeordneten Pultprofilen, die in die gleiche Richtung geneigt sind. Daraus ergibt sich der Nachteil, dass eine der beiden Fahrbahnen in den Mittelstreifen entwässern muss. Vorteilhaft sind die reduzierte Blendwirkung des entgegenkommen Verkehrs und die geringere Erdmassenbewegung beim Bau der Straße. 